# Shamrock (Teksas)
Shamrock je grad u američkoj saveznoj državi Teksas. Prema popisu stanovništva iz 2010. u njemu je živjelo 1.910 stanovnika.